# Lengua pangkhu
Pangkhua (Pangkhu), o Paang, es una lengua kuki-chin. La mayoría de hablantes viven en Bangladés y son bilingüales en el idioma bengalí, en lo que se enseñan en las escuelas.
Ya que no hay mucha literatura en Pangkhua sino historias orales y canciones, la comunidad de Pangkhua usan literatura de Lushai. Es muy parecido a tlanglau, falam chin, bawm, y mizo.
Los dos dialectos, bilaichari y konglak, comparten 88% de su vocabulario básico. Los residentes llaman a su aldea dinthar (AFI: /d̪int̪ʰar/).

## Fonología
Pangkhua tiene veintiuno consonantes:
|             |             | Bilabial   | Labiodental | Dental         | Alveolar | Postalveolar | Palatal | Velar      | Glótica |
| ----------- | ----------- | ---------- | ----------- | -------------- | -------- | ------------ | ------- | ---------- | ------- |
| Oclusiva    | Sorda       | p, ph <ph> |             | t̪ <t>, t̪h <th> |          |              |         | k, kh <kh> | ( ʔ )   |
| Oclusiva    | Sonora      | b          |             | d̪              |          |              |         |            |         |
| Fricativa   | Sorda       |            | f           |                | s ~ ʃ    | s ~ ʃ        | s ~ ʃ   |            | h ~ ʔ   |
| Fricativa   | Sonora      |            | v           |                | z        |              |         |            |         |
| Africada    | Africada    |            |             |                |          | t͡s <ch>      |         |            |         |
| Rótica      | Rótica      |            |             |                | r        |              |         |            |         |
| Nasal       | Nasal       | m          |             |                | n        |              |         | ŋ <ng>     |         |
| Aproximante | Aproximante | w          |             |                |          |              | j <y>   |            |         |
| Lateral     | Lateral     |            |             |                | l        |              |         |            |         |

También hay siete vocales:
|              | Anterior | Central | Posterior |
| ------------ | -------- | ------- | --------- |
| Cerrada      | i        |         | u         |
| Casi cerrada | e        |         |           |
| Media        |          | ə       |           |
| Casi abierta |          |         | ʌ         |
| Abierta      | ɑ        |         | ɒ         |